# Heinrich Schendel
Heinrich Schendel (* 7. März 1922 in Essen; † 12. April 2012 in Büdingen) war ein deutscher SS-Scharführer der Waffen-SS, der mit der 6. Kompanie des II. Bataillons/Panzergrenadier-Regiments 35 der 16. SS-Panzergrenadier-Division „Reichsführer SS“ am Massaker von Sant’Anna di Stazzema beteiligt war. Diesem Massaker fielen insgesamt etwa 560 Zivilisten zu Opfer, vor allem Frauen, Kinder und alte Menschen. Hierfür wurde Schendel von einem italienischen Militärgericht in La Spezia zu einer lebenslangen Freiheitsstrafe verurteilt.
Schendel wurde – trotz Verurteilung in Italien – nach der Niederschlagung des Verfahrens durch die Staatsanwaltschaft Stuttgart in Deutschland weder vor Gericht gestellt noch nach Italien ausgeliefert.

## Militärische Laufbahn
Schendel trat zum 11. März 1940 als Freiwilliger in die SS ein und kam zur SS-Division „Das Reich“. Mit dieser Division war er in Kampfeinsätzen im Westen, auf dem Balkan und vom Februar bis Juni 1942 in der Sowjetunion. Er wurde mehrmals verwundet und nach seiner Genesung erfolgte seine Versetzung zum Ausbildungsbataillon Stralsund, wo er zum SS-Scharführer befördert wurde. Als er im Sommer 1944 zur 6. Kompanie des II. Bataillons/Panzergrenadier Regiment 35 der 16. SS-Panzergrenadier-Division „Reichsführer SS“ nach Italien abkommandiert wurde, war er – neben anderen – auch mit seinem Bataillon am Massaker am 12. August 1944 von Sant’Anna di Stazzema beteiligt. Am 18. August 1944 wurde er verwundet und anschließend in Militärkrankenhäusern behandelt.

## Späte juristische Aufarbeitung

### Urteile in Italien
2002 eröffnete die Militärstaatsanwaltschaft in La Spezia ein Verfahren gegen mutmaßliche Täter des Massakers von Sant’Anna di Stazzema. Möglich wurde dies, weil es Akten gab, die nach dem Ende des Zweiten Weltkrieges angelegt worden waren und sich unerkannt im sogenannten Schrank der Schande befanden. 2004 begann der Prozess vor dem Militärgerichtshof in La Spezia. Ludwig Göring, Ludwig Heinrich Sonntag, Werner Bruß, Karl Gropler, Gerhard Sommer, Alfred Schöneberg, Georg Rauch, Alfred Mathias Concina und Heinrich Schendel wurden in Abwesenheit zu einer lebenslangen Freiheitsstrafe verurteilt. Diese Urteile wurden im Jahr 2006 vom Appellationsmilitärgerichtshof in Rom in zweiter Instanz und 2007 vom Obersten Kassationsgerichtshof in dritter und letzter Instanz bestätigt.

### Ermittlungen in Deutschland
Im Rahmen eines Rechtshilfeersuchens italienischer Behörden wurde Schendel am 1. Oktober 2002 in Deutschland vernommen. Er gab an, dass er am 14. August 1944 nicht in Italien, sondern noch in Stralsund zur Ausbildung gewesen sei. Dies konnte vom italienischen Gericht widerlegt werden, denn er trat seinen Dienst in Italien bereits am 1. August 1944 bei der 6. Kompanie  des II. Bataillons im Rang eines SS-Scharführers an. Er gab auch an, dass er von Erschießungen von Zivilisten lediglich gehört habe. Dies und die falsche Angabe seiner Ankunft in Italien wurden vom Gericht als Schutzbehauptung gewertet und er als Täter verurteilt.
Seit 2002 ermittelte die Staatsanwaltschaft in Stuttgart gegen neun der in Italien verurteilten Personen, zu denen noch weitere fünf hinzukommen, die nicht in La Spezia angeklagt waren. Das Verfahren wurde 2011 eingestellt. Eine Wiederaufnahme der Ermittlungen wurde von der Staatsanwaltschaft Stuttgart abgelehnt. Schendel lebte zuletzt in Ortenberg-Lißberg.